# Галкін Олексій Вікторович
Олексій Вікторович Галкін — офіцер РФ, Герой Росії, в роки другої чеченської війни командир розвідувальної групи Головного розвідувального управління Генерального штабу Збройних Сил РФ, майор.

## Біографія
Народився в 1970 році в місті Черкасах (Україна). У 1987 році закінчив середню школу. Працював слюсарем. Був призваний на військову службу Черкаським міським військкоматом. У 1996 році закінчив із золотою медаллю Новосибірське військове загальновійськове командне училище.
З 1996 по 2002 рік офіцер-розвідник О. В. Галкін, під час проходження військової служби в Північно-Кавказькому військовому окрузі, неодноразово брав участь у контртерористичних бойових і спеціальних операціях.
Восени 2002 року розвідувальна група під командуванням майора О. В. Галкіна в ході спеціальної операції захопила важливі документи, що підтверджують причастя міжнародного тероризму до проведення антиконституційної діяльності на території Чеченської Республіки, які були представлені Верховному Головнокомандувачу Збройних Сил РФ В. В. Путіну.
Указом Президента Російської Федерації № 1311 від 10 листопада 2002 року за мужність і героїзм, проявлені при виконанні спеціального завдання, майору Галкіну Олексію Вікторовичу присвоєно звання Героя Російської Федерації з врученням знаку особливої відзнаки — медалі «Золота Зірка» (№ 767).
О. В. Галкін продовжує військову службу у військах спеціального призначення.

## Нагороди, пошана
Нагороджений орденом «За заслуги перед Вітчизною» 4-го ступеня, медалями.
На меморіалі героям-випускникам Новосибірського військового загальновійськового командного училища встановлено бюст Герою Росії О. В. Галкіну.